# Silbitz
Silbitz là một đô thị thuộc huyện Saale-Holzland, trong bang Thüringen, Đức. Đô thị Silbitz có diện tích 11,18 km².